# Andrea Mascagni
Andrea Mascagni (San Miniato, 7 agosto 1917 – Trento, 8 febbraio 2004) è stato un politico, partigiano e musicista italiano.

## Biografia
Figlio del compositore e direttore d'orchestra Mario Mascagni, a sua volta cugino e allievo del compositore Pietro Mascagni, si diplomò nel 1939 in composizione musicale al Civico Liceo Musicale Rossini di Bolzano, liceo musicale di cui era direttore il padre, e che sarebbe divenuto l'attuale Conservatorio Claudio Monteverdi un anno più tardi.
Nel 1943 aveva aderito al Partito Comunista Italiano, impegnandosi nella guerra partigiana col nome di Comandante Fausto Corsi, entrando prima nel CLN di Trento e guidando poi quello di Bolzano. I tedeschi gli diedero a lungo la caccia, senza successo: arrivarono però ad arrestare la sua futura moglie Nella e - scambiandolo per lui - il padre Mario.
Nel dopoguerra fu consigliere comunale a Bolzano (dal 1948 al 1962) e - dal 1976 al 1987 - Senatore della Repubblica (VII, VIII e IX legislatura).
Fu insegnante di musica e presidente del Centro per l'educazione musicale e la sociologia della musica dell'Università di Trento, oltre che sindacalista nel sindacato musicisti italiani della CGIL.

## Opere musicali

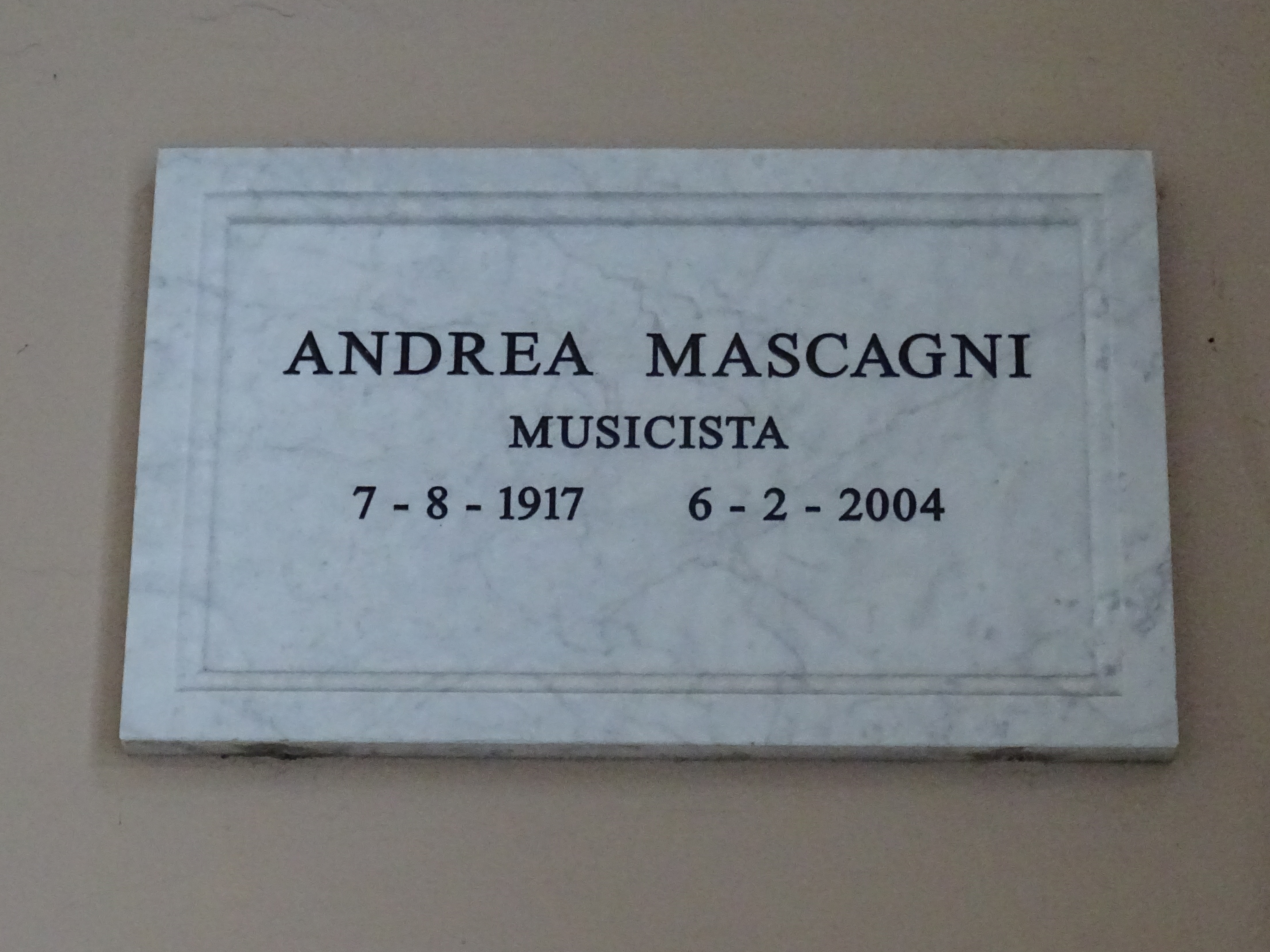
Targa nel famedio del cimitero monumentale di Trento

- Lo starnuto, opera teatrale (libretto di Fantasio Piccoli, da Cechov; Bergamo 1956).
- Musiche di scena: per Faust di Goethe, Re Lear di Shakespeare, Donna Rosita nubile di F. Garcia Lorca, Zoo di vetro di T. Williams, Lady Cathleen di Yeats, La donna del mare di Ibsen, Binario cieco di Terron.
- Per orchestra: Canzone di J. Renaud per soprano e orchestra (1939), Preludio (1939), Partita per orchestra d'archi (1940), Suite, id. (1940), Preludio, Minuetto e Finale per piccola orchestra (1941), Concerto (1943), Divertimento per orchestra da camera (1967).
- Musica da camera: Quartetto (1939), Tre studi seriali per quartetto d'archi (1966) e altro.
- Per pianoforte: 2 sonatine (1955, 1958) e altro.